# Expansión (videojuegos)
Una expansión o extensión es una adición a un videojuego existente. Estas adiciones son dependientes del juego para el que son hechas, generalmente incluyen nuevas áreas o mapas, armas, objetos, unidades o una historia extendida para complementar un juego lanzado anteriormente. Los desarrolladores a veces contratan empresas third-party para el desarrollo de las expansiones, o pueden elegir desarrollarlas ellos mismos (ver Hellfire de Diablo).

## Descripción
Originariamente las expansiones y actualizaciones eran realizadas en videojuegos para PC, posteriormente con la llegada de las videoconsolas con conexión a internet. El precio de la expansión ha ido variando, suele ser mucho menor que el del juego original, sin embargo existen versiones que multiplican el precio original, tales como las ediciones limitadas. Debido a que las expansiones consisten solamente en contenido adicional, la mayoría de las expansiones requieren el juego original para poder instalarse y jugarse. En el caso de los juegos con muchas expansiones, es común que las empresas empiecen a vender paquetes que incluyan el juego original más las primeras expansiones, tal es el caso de Los Sims Deluxe (Los Sims y Los Sims: Más vivos que nunca). Estos paquetes hacen el juego más accesible para los nuevos jugadores. Cuando los juegos llegan a su fin, a menudo las distribuidoras lanzan una colección "completa" u "oro" la cual incluye el juego más todas sus expansiones. Hay una fuerte controversia sobre que se considera extensión y/o actualización y si se está en un punto donde algunas empresas de desarrolladores hacen el propio juego mermado para obtener un segundo beneficio por la expansión, ya que algunas salen a los pocos días del lanzamiento del videojuego.
Las expansiones son más comúnmente lanzadas para juegos de computadora, pero se están volviendo cada vez más frecuentes para juegos de consola, debido particularmente a la popularidad de los servicios en línea de las consolas, como Xbox Live y PlayStation Network. Un ejemplo de expansión de consola sería Halo 2 Multiplayer Map Pack la cual contiene nueve mapas nuevos y actualizaciones para el juego que solo estaban disponibles para los usuarios de Xbox Live y pasaron a estar disponibles para todos los jugadores. El aumento de los juegos multiplataforma también ha llevado a una mayor cantidad de lanzamientos de expansiones para consolas, especialmente expansiones autónomas (descritas abajo). Command & Conquer 3: Kane's Wrath, por ejemplo, requiere el Command & Conquer 3: Tiberium Wars original para jugarse en PC, pero ninguna de las versiones de Xbox 360 de Tiberium Wars y Kane's Wrath requiere de la otra para ser jugadas.

## Historia
Grand Theft Auto: London, 1969 fue la primera expansión lanzada para PlayStation. El juego requería que el jugador insertase el disco de London, lo quitara, insertase el disco del Grand Theft Auto original, lo quitara, y después insertase el disco de London otra vez para jugar.
Sonic & Knuckles para Sega Mega Drive fue un cartucho de expansión inusual ya que funcionaba de forma individual y también como una expansión para Sonic the Hedgehog 2 y Sonic the Hedgehog 3.
Varios juegos de música creadas por Konami para PlayStation tiene discos APPEND que son expansiones pero requieren discos KEY (o llave) para ser ejecutados gracias a su función de cambiar disco.

## Expansiones independientes
Algunas expansiones no requieren el juego original para usar el nuevo contenido, como es el caso de Half-Life: Blue Shift o Sonic & Knuckles. En algunos casos, una expansión independiente como Heroes of Might and Magic III: The Shadow of Death o Dungeon Siege: Legends of Aranna, incluye el juego original. Las expansiones independientes son preferidas por los minoristas porque requieren menos espacio y generalmente son más fáciles de mover ya que no cargan con el prerrequisito de poseer el juego original. Muchas veces, los juegos de antología lanzados como «juego del año», «versión del director», etc. son ejemplos de expansiones independientes.